# بودیگا (کالیفرنیا)
بودیگا (به انگلیسی: Bodega) یک منطقهٔ مسکونی در ایالات متحده آمریکا است که در کالیفرنیا واقع شده‌است. بودیگا ۷٫۵۲ کیلومتر مربع مساحت و ۲۲۰ نفر جمعیت دارد و ۳۵٫۹۷ متر بالاتر از سطح دریا واقع شده‌است.